# Niña moza (telenovela de 2006)
Niña moza (en portugués: Sinhá moça) fue una telenovela brasileña producida por TV Globo. Estrenó el 13 de marzo de 2006 en Brasil, sustituyendo Alma gemela de Walcyr Carrasco en el horario de las 18 horas.
Escrita por Benedito Ruy Barbosa y basada en el libro homónimo de 1950, de Maria Dezonne Pacheco Fernandes y adaptado para la televisión, con la colaboración de Edmara Barbosa y Edilene Barbosa, dirigida por Marcelo Travesso y Luiz Antônio Pilar, con la dirección general de Rogério Gomes sobre núcleo de Ricardo Waddington y Reynaldo Boury.
Protagonizada por Débora Falabella y Danton Mello, con las participaciones antagónicas de Osmar Prado y Humberto Martins y con las actuaciones estelares de Patrícia Pillar, Eriberto Leão, Vanessa Giácomo, Caio Blat, Elias Gleiser, Gisele Fróes, Reginaldo Faria y Carlos Vereza.
La primera versión de Niña Moza, escrita también por Benedito Ruy Barbosa, salió al aire por TV Globo treinta años antes, en el mismo horario de las 18 horas, siendo exhibida entre el 28 de abril y el 14 de noviembre de 1986.

## Sinopsis
La novela cuenta la historia de una joven heroína que personifica su generación y que, impulsada por sus ideales de libertad e igualdad, lucha contra la injusticia de la esclavitud. 
Esta historia empieza cuando Niña Moza, hija del Barón de Araruna, y Rodolfo, hijo del abogado de la familia, terminan sus estudios y regresan a la capital de la provincia.
Esto sucede 2 años antes de la aprobación de la Ley Áurea, momento en el que los ideales de abolición estaban más cercanos. El movimiento había vencido en la mayoría de las ciudades, pero la ciudad de Araruna es una de las últimas vertientes de la esclavitud, donde el Barón impone su voluntad sobre toda la población con el objetivo de evitar que se propaguen los ideales abolicionistas.
Esto cambia con la llegada de Niña Moza, que trae consigo principios abolicionistas y se convierte en una gran adversaria política e ideológica de su propio padre. 
Niña Moza se apasiona por Rodolfo cuando descubre que él además de ser abolicionista, es activista y libera a los esclavos para llevarlos a organizaciones que los ayuden a encontrar alguna forma de libertad. La relación de Niña Moza y Rodolfo es muy complicada, sobre todo porque el padre de ella se entera de que Rodolfo es su adversario político.

## Trama
Monarquistas y republicanos se enfrentan en Araruna, pequeña ciudad del interior en el Estado de São Paulo, en 1887, un año antes de la promulgación de la Ley Áurea (Ley del vientre libre). La historia de amor de Niña Moza, hija del satánico Coronel Ferreira, o Barón de Araruna y fervoroso esclavista y de su esposa la reprimida Cándida , con el joven Dr. Rodolfo Fuentes, un activo abolicionista republicano, hijo del también abolicionista Dr. Fuentes , gran abogado,y de su esposa Inés, ama de casa, ante las dificultades de campaña para la abolición de los esclavos.
Los dos se conocen en el tren, cuando Niña Moza, después de terminar sus estudios en la capital de la provincia, retorna a Araruna. Así como Rodolfo, ella tiene ideas abolicionistas y critica las actitudes de su padre, luchando en defensa de los negros. Niña Moza, junto con Rodolfo y otros abolicionistas, invaden barracas por la noche y liberan a los negros, entregándolos a las asociaciones abolicionistas, que los orientan rumbo a la libertad, y causando disturbios en la ciudad de Araruna, especialmente a los austeros hacendados, liderados por el cruel Barón.
Del otro lado de la historia está Dimas (que en realidad es el pequeño Rafael, ex-esclavo emancipado) y su obstinada lucha para destruir al Barón, su verdadero padre con la esclava de Hacienda Maria Dolores. Antes de ser vendido por el Barón, Rafael fue gran amigo de Niña Moza, con quien pasó la infancia. Después de liberado, adopta el nombre de "Dimas" y se torna el brazo derecho de Augusto, un jornalista íntegro y abolicionista convencido, despertando el amor en Juliana, nieta del mismo.

## Reparto y Participaciones especiales
| Actor o Actriz      | Personajes                                       |
| ------------------- | ------------------------------------------------ |
| Débora Falabella    | Niña Moza (María de las Gracias Ferreira Fontes) |
| Danton Mello        | Rodolfo Fontes                                   |
| Osmar Prado         | Coronel José Ferreira (Barón de Araruna)         |
| Patrícia Pillar     | Cândida Ferreira (Baronesa de Araruna)           |
| Eriberto Leão       | Rafael (Dimas)                                   |
| Zezé Motta          | Bá (Virgínia)                                    |
| Humberto Martins    | Feitor Bruno                                     |
| Bruno Gagliasso     | Ricardo Fontes                                   |
| Caio Blat           | Mário Mathias                                    |
| Oscar Magrini       | Manoel Teixeira                                  |
| Alexandre Moreno    | Justino                                          |
| Vanessa Giácomo     | Juliana                                          |
| Maurício Gonçalves  | Capitán-de-Mato (Justo Filho)                    |
| Alexandre Rodrigues | Bentinho                                         |
| Sérgio Menezes      | Fulgêncio                                        |
| Othon Bastos        | Coutinho                                         |
| Elias Gleiser       | Frei José                                        |
| John Herbert        | Viriato                                          |
| Edwin Luisi         | Antônio Pereira Martinho                         |
| Ísis Valverde       | Ana del Velo (Ana Luísa Maria Teixeira)          |
| Lu Grimaldi         | Inez Fontes                                      |
| Jackson Antunes     | Delegado Antero                                  |
| Gésio Amadeu        | Justo                                            |
| Gisele Fróes        | Nina Teixeira                                    |
| Cláudio Galvan      | Bobó                                             |
| Celso Frateschi     | Inácio                                           |
| Cris Vianna         | Maria das Dores                                  |
| Osvaldo Baraúna     | Honório                                          |
| Edyr Duque          | Ruth                                             |
| Fernando Petelinkar | Tibúrcio                                         |
| Rogério Falabella   | Nogueira                                         |
| Lucy Ramos          | Adelaide de Jesus Coutinho                       |
| Eduardo Pires       | José Coutinho                                    |
| Bruno Costa         | Renato                                           |
| Paulo de Almeida    | Soldado Antão                                    |
| Bruno Udovic        | Vila                                             |
| Fabrício Boliveira  | Bastião (Sebastião)                              |
| Joaquim de Castro   | Pedro                                            |
| Alexandre Akerman   | Soldado Pedro                                    |
| Harley Vas          | Soldado Alcebíades                               |
| Créo Kellab         | Tonho                                            |
| Guilherme Berenguer | Eduardo Tavares                                  |
| Rosa Marya Colin    | Balbina                                          |
| Larissa Biondo      | Niña Moza (niña)                                 |
| Lucas Rocha         | Rafael (niño)                                    |
| Milton Gonçalves    | Padre José                                       |
| Chico Anysio        | Everaldo Mathias                                 |
| Reginaldo Faria     | Dr. Geraldo Fontes                               |
| José Augusto Branco | Dr. João Amorim                                  |
| Ruth de Souza       | Madre Maria                                      |
| Clementino Kelé     | Padre Tobias                                     |
| Carlos Vereza       | Augusto                                          |

## Personajes
- Niña Moza: Sinhá Moça o Niña* Moza (María de las Gracias Ferreira) - Interpretada por la actriz Débora Falabella:

Hija del Barón de Araruna, excoronel Ferreira y Doña Cándida. Nace y crece entre el cariño y la dulzura de su madre, los mimos de la esclava Virginia, su querida Bá (nodriza), y la rígida conducta de su padre.
Muchacha graciosa y gentil, dueña de una fuerza interior que llega a impresionar a las personas que la conocen. 
En su infancia tenía como compañero de sus juegos a Rafael, hijo mestizo de la mulata María Dolores, por quién cultivó un inmenso cariño. Hasta que un día, tras la muerte del esclavo Padre José, por decisión del Barón, ambos fueron vendidos. 
Es Extremadamente cariñosa con Bá, su ama de leche.
Tal vez inconscientemente, sea por ese motivo que ella siente amor por los negros de la hacienda, a quienes trata como hermanos. 
Estudió en la capital de la provincia, donde desenvolvió esa increíble personalidad, retornando al hogar muy segura de sus ideales. 
Sus actos causan cierto espanto, sobre todo en lo que se refiere a la abolición. 
En su viaje de regreso a la hacienda, conoce a Rodolfo, con quien comparte sus mismas convicciones políticas, que viajaba en el mismo tren. Más tarde se siente convencida de que el joven representa su primer amor.
- Rodolfo Fuentes: Hijo de Fuentes y de Inéz.

Heredó del padre no solo el talento jurídico, como también su espíritu aventurero y carisma. 
De la madre, una cierta astucia, que lo lleva a unir la sensatez con sus propios intereses. 
Al comienzo de la historia, asume actitudes dudosas, para conseguir lo que quiere: el amor de Niña Moza. 
Pero en realidad no pretende abandonar sus principios, como el padre, ni mucho menos perder el gran amor de su vida. 
Es abolicionista activo, tal vez el más activo de los que puedan habitar en la región. 
Se recibió de abogado en la capital de la provincia. En su viaje de retorno a Araruna, conoce a Niña Moza en el tren, y queda fuertemente impresionado por ella. Un amor a primeira vista, que lleva hasta las últimas consecuencias.
Para conquistarla e conseguir otros encuentros, esconde hasta su convicción abolicionista y acaba agradando antes al padre que a la hija. 
Jamás podría imaginar que ella compartiese sus ideales y se esfuerza para hacer discursos pró-monarquistas y a favor de la esclavitud para que el Barón lo acepte. 
La idea es lograr un mayor prestigio con él, mientras que participa activamente, por detrás de los planos, de los movimientos abolicionistas. 
Y lo peor es que el Barón no es el único obstáculo para que se case com Niña Moza: Rodolfo aún tiene a Ana del Velo como prometida y ruega para que su hermano Ricardo lo ayude a resolver esta situación.
- Coronel Ferreira (Barón): Hombre de carácter fuerte, conservador, dominante con su familia y duro con sus esclavos, sin que por ello, se pueda decir que no tenga sentimientos, ya que, tras esa coraza, es sensible.

Hijo del desbravador y colonizador de la región, conquistada por aquel tras trabajar arduamente para así formar su patrimonio, que hoy está bajo sus dominios. 
Inflexible con los esclavos, hasta el extremo.
Defensor intransigente de la esclavitud, será el último en aceptar la idea de abolición. 
Casado con Cándida, tuvo con ella una sola hija, Niña Moza. Ama a su manera a la esposa e hija, así como a sus semejantes, incluyendo a la negra Bá. 
Pero cierra su corazón ante el sufrimiento de los esclavos del galpón, como herencia de su padre. 
De moral rígida, trata por todos los medios, de borrar a su mente, un momento de fragilidad de su vida, cuando en su juventud se vio envuelto con Maria Dolores, una mulata de la hacienda, sin saber que de aquello que sucedió entonces, resultó el hijo varón que siempre deseo tener, excepto por ser muy activamente abolicionista y ...convertirse en su mayor rival y enemigo. (Rafael, quien retorna como Dimas, un esclavo liberado.)
Cuando siente que está perdiendo el control político de Araruna, no lo duda y elige al joven Rodolfo para casar con su hija y no esconde que su verdadera intención es transformarlo en su sucesor.
- Dimas/Rafael: Hijo del Barón Ferreira con la mulata María Dolores. Heredó la piel blanca del padre y por eso, a primera vista, nadie lo identifica como un mestizo.

Pequeño vivo y altivo, con mucha personalidad, es vendido con la madre a Ignacio, un amigo de un primo do Barón (Aristides, quien supuestamente es su padre), mas retorna a la ciudad años después. 
Liberado, cambia de nombre y se presenta a todos como Dimas.
Vuelve lleno de odio, queriendo venganza contra el Barón de Araruna, su padre. 
Estudió de todo un poco:poesía, periodismo, leyes... más su gran facultad fue la vida. 
Debe lo que sabe al arduo trabajo en las oficinas de los jornalistas por donde anduvo, antes de volver a su ciudad natal. 
Se transforma en brazo derecho de Augusto en la tipografía y entra con todo en la lucha para el derrumbe del último reducto esclavista del país. Se enamora de Juliana y es correspondido.
Ex esclavo, liberado, vuelve a la ciudad después de muchos años, con otro nombre y el corazón lleno de sed de venganza. Su mayor objetivo es el Barón. En la infancia fue muy amigo de Niña Moza, quien no conoce el pasado del joven.
Representa una figura misteriosa y reservada, de la cual nadie sabe demasiado, juzgada por esclavistas y admirada por su gran valor por los abolicionistas.
- Cándida Ferreira : Esposa del Barón de Araruna y Madre amorosa de Niña Moza.

De carácter suave, fina, muy recatada y sumisa al marido. 
Sirve de para-rayo entre el marido y la hija, pero sabe afrontar con valor las decisiones del marido. 
Apoya y acepta las ideas abolicionistas de la hija, más esconde este sentimiento.
Siente inmenso cariño y respeto por Bá, su criada, reconociendo en ella la salvadora de la vida de Niña Moza, cuando le dio la leche que ella no pudo a su bebé.
- Ricardo Fuentes: Hijo menor de Fuentes e Inez. Salió más a la madre.

Nunca se sintió muy atraído por los estudios. Hermano de Rodolfo.
Un tanto tímido y demasiado generoso. 
Amante de la naturaleza y de los animales, a los que trata con mucho cariño y esmero. Este es su modo de vida. 
Desistió de sus derechos en favor del hermano, para que éste pudiera alcanzar sus objetivos. 
Cuando decide consolar a Ana del Velo, despreciada por Rodolfo, se apasiona por ella, sin que jamás le haya visto el rostro, lo que ya es prueba de su enorme pureza y bondad.
- Dr. Fuentes: Una vez recibido de Abogado llegó a Araruna detrás de carrera y fortuna, más se terminó casando co Inéz y formando su propia familia, teniendo dos hijos: Rodolfo y Ricardo, y dejando atrás sus sueños de juventud. Fue también amigo del padre del Coronel Ferreira, a quien prestó sus servicios de defensor en innumerables causas. Logró prosperar de manera honesta, siguiendo sus principios rígidos. Inteligente y sentimental, podría ser un abolicionista, también es un marido y padre ejemplar, coloca a la familia antes de sus propios ideales. Al final, íntimamente se arrepiente de ello. Ve con buenos ojos la acción de su hijo Rodolfo, al punto de cooperarlo disimuladamente. Por este motivo, goza de la total confianza y amistad del Barón, ya que su buen juicio, sensatez (y una cierta cobardía) no le permiten que enfrente al Barón, ni le revele cuáles son sus verdaderos ideales, obviamente abolicionistas. Es, sin embargo, a escondidas, quien organiza y controla reuniones del movimiento abolicionista, junto con otros hacendados, y, claro, su hijo Rodolfo.

- Inéz Fuentes: Mujer de Fuentes y madre de Rodolfo y Ricardo. Es el equilibrio entre los tres hombres de la casa, de la cual es dueña. Sustento moral del marido y de los hijos en las horas críticas, aunque muchas veces hable todo lo que se le ocurre.. Mediadora, astuta, intuitiva, leal y desenvuelta, no puede dejar de decir lo que piensa. Tiene conciencia de todo lo que su marido luchó y de los grandes sueños que abdicó en favor de la familia, y es por eso, que lo ama, admira y respeta tanto. Secretamente, y corriendo grandes riesgos, ayuda Rodolfo en todo lo que puede, a luchar por su amor y en sus locuras como abolicionista activo, muy cómplice de su hijo Rodolfo, ya que ve en él un reflejo de lo que fue su marido, mientras que Ricardo es su consentido, compartiendo su cariño el de Ruth, la mucama.

- Ana del Velo / Ana Teixeira: En la ciudad de Araruna, nadie sabe si es bella o fea porque no conocen su rostro. Desde pequeña, anda con el rostro siempre cubierto por un velo, por eso, la llaman Ana del Velo. Solo lo hace porque debe cumplir una promesa a Santa Rita que hizo su madre, Nina, cuya religiosidad es tan fuerte que no hay espacio para negociación: Ana solo se liberará de la promesa cuando se case con Rodolfo, por un trato que hicieron su padre, Manuel y su padrino el Doctor Fuentes, trato que por si no se llegase a cumplir, debería ser enviada a un convento, aún sin tener vocación de monja. La pequeña creció con esta promesa sobre ella, más nunca reclamó, soñando con el amor de su prometido y una casa repleta de hijos. Por eso, su decepción es grande cuando el abogado la desprecia luego que llega de la capital. Más Ricardo, termina enamorándose de ella, como reemplazando al hermano.

- Manuel Teixeira: Dueño de una red de almacenes, comerciante próspero bien establecido en la vida, después de dura lucha.

Casado con Nina, tuvo con ella una sola hija, Ana, su mayor riqueza. Hombre violento en el pasado, lo que le dio fama en la región. Se libró de la prisión gracias al talento del doctor Fuentes. Jamás olvidó ese hecho, y fue tan grande su gratitud que le ofreció a su hija Ana para que se casara con Rodolfo, el hijo mayor de su compadre, cuando todavía eran niños. A pesar de esa gran amistad que lo une a Fuentes, no se atreve a contrariar una orden del Barón de Araruna, apoyo de sus negocios.
- Nina Teixeira: Casada con Manuel, está muy agradecida al Dr. Fuentes y toma muy en serio el ofrecerle a su hija como prometida a Rodolfo. Extremamente religiosa, hizo una promesa a Santa Rita en la cual cubre el rostro de su hija Ana hasta que ésta suba al altar con su prometido. Es muy anticuada en su forma de pensar, sobria, rígida, conservadora y de familia tradicional ya que pretende mantener a su hija pura hasta el matrimonio de cualquier manera, mientras su marido Manuel es bastante más liberal, y de pensamiento abierto y a pesar de su pasado "manchado" es un padre cariñoso y comprensivo, más allá de ser también un hombre tradicional se revela a las locuras de su mujer.

- Juliana: Nieta de Augusto, es bella, dedicada e inteligente. Adora a su abuelo y siempre que puede le gusta ayudarlo. Con la llegada de Dimas, su vida cambia para siempre. De pronto se ve perdidamente enamorada por el joven. Comparte de las ideas abolicionistas del abuelo, habiendo participado, algunas veces, activamente. Cuida de la casa con todo el esmero y, cuando tiene tiempo, le gusta aprender sobre la tipografía.

- Virginia, "Bá": Negra Cariñosamente llamada Bá. Mujer llena de bondad, sensibilidad, cariño y respeto. En toda su vida solo tuvo un hijo, que le fuera arrebatado de los brazos pocos días después de su nacimiento para ser vendido por orden del Barón, junto con un lote de esclavos. Fue conducida a la Casa de Hacienda para salvar la vida de la pequeña Niña Moza, como ama de leche. Ama a Niña Moza como a su propia hija. En nombre de ese amor maternal, olvidó todo el rencor que guardaba por el patrón. Sin embargo, en el fondo de su corazón mantiene una leve esperanza de encontrar, algún día, al hijo, único fruto de su velado amor, el jefe de los esclavos del galpón, conocido como Padre José.

- Padre José: Hombre altivo, fuerte. Era el negro reproductor de la hacienda Araruna, con tantos hijos, nietos y bisnietos que llegó a perder la cuenta. En su patria de origen era considerado rey, y por ese motivo siempre se mostró irreverente y audaz para ser un esclavo. Comenzó a soñar con la libertad para los suyos, pero acabó muriendo amarrado a un tronco. Es bisabuelo de Dimas - Rafael cuando era niño - abuelo de Maria Dolores y padre de Justino y Fulgencio, últimos hijos de su enorme linaje.

- Justino: Negro de porte fino, ágil y de ojos vivos, altivo cuando puede. Comprado recientemente por el Barón de Araruna, acostumbra decir que es hijo de un rey: Padre José, quien murió en el tronco de aquella misma barraca. Se apasiona por la mulata Adelaida. No deja de pensar en huir, ni después de sus fracasadas tentativas. Jamás desiste de la idea. No se conforma con la muerte de su padre, por lo que no esconde ese sentimiento de venganza. Guarda en silencio todo su odio por todos los blancos. Es hermano de Fulgencio, quien quedó ciego por un latigazo, en manos del Barón, lo que aumenta ese odio. Excelente y hábil en la lucha corporal por su agilidad, muy propia de los negros, pero que nadie sabe sobre esa habilidad. Muchacho altivo, jamás se deja doblegar, aún en situaciones extremas.

- Adelaida: Bella mulata joven. Vive triste y rebelde en el galpón. Codiciada por muchos blancos, siempre supo mantenerse pura. Ama a Justino con pasión, pero tampoco se entrega. Tiene en mente que no debe tener hijos esclavos. No comprende que la Ley del Vientre Libre garantiza la libertad de los niños. Doña Candida, a pedido de Niña Moza, la lleva a la Casa de Hacienda, donde le sirve de dama de compañía a la hija, ya que había sido acosada por un capataz de la hacienda: Honorio.

## Banda sonora
1. Sinhá Moça - Leonardo (tema de entrada)
2. Amor eterno - Gian & Giovani (tema de Cândida)
3. É Amor, É Paixão - Chitãozinho & Xororó (tema de Sinhá Moça y Rodolfo)
4. Negro Rei - Cidade Negra
5. Quando a Gente Ama - Oswaldo Montenegro (tema de Dimas y Juliana)
6. Mistérios da vida - Arleno Farias
7. Custe o que custar - Fagner
8. Você e Eu - Fernanda Porto (tema de Adelaida y José Coutinho)
9. Minha namorada - Maria Bethânia (tema de Ricardo y Ana)
10. Na ribera deste rio - Dori Caymmi (tema de Ferreira)
11. Manhãs bonitas - Guarabyra
12. Ser um só - Chico César
13. Esse negro não se enxerga - Batacotó
14. Camará - Wálter Queiróz

## Créditos
- Adaptada por: Edmara Barbosa y Edilene Barbosa
- Dirección: Marcelo Travesso, Luiz Antônio Pilar y André Felipe Binder
- Dirección general: Rogério Gomes
- Núcleo: Ricardo Waddington